# Złotostockie Towarzystwo Górskie
Złotostockie Towarzystwo Górskie (niem. Reichensteiner Gebirgsverein) – niemiecka organizacja turystyczna działająca w latach 1924–1933 na terenie niemieckiej części Gór Złotych.

## Zarys dziejów
W 1924 r. złotostocka sekcja Kłodzkiego Towarzystwa Górskiego opuściła macierzystą organizację protestując w ten sposób przeciwko wysokości składki odprowadzanej do kasy centralnej GGV i utworzyła samodzielne Złotostockie Towarzystwo Górskie. Jego działalność ograniczała się do znakowania szlaków w okolicach Złotego Stoku. Z powodu słabości, wkrótce po założeniu, rozpoczęto rozmowy w sprawie przyłączenia się do Śląskiego Sudeckiego Towarzystwa Górskiego, co nastąpiło w 1933 r.